# Aulodesmus peringueyi
Aulodesmus peringueyi är en mångfotingart som beskrevs av Carl Graf Attems 1928. Aulodesmus peringueyi ingår i släktet Aulodesmus och familjen Gomphodesmidae. Inga underarter finns listade i Catalogue of Life.